# Acte de libre choix

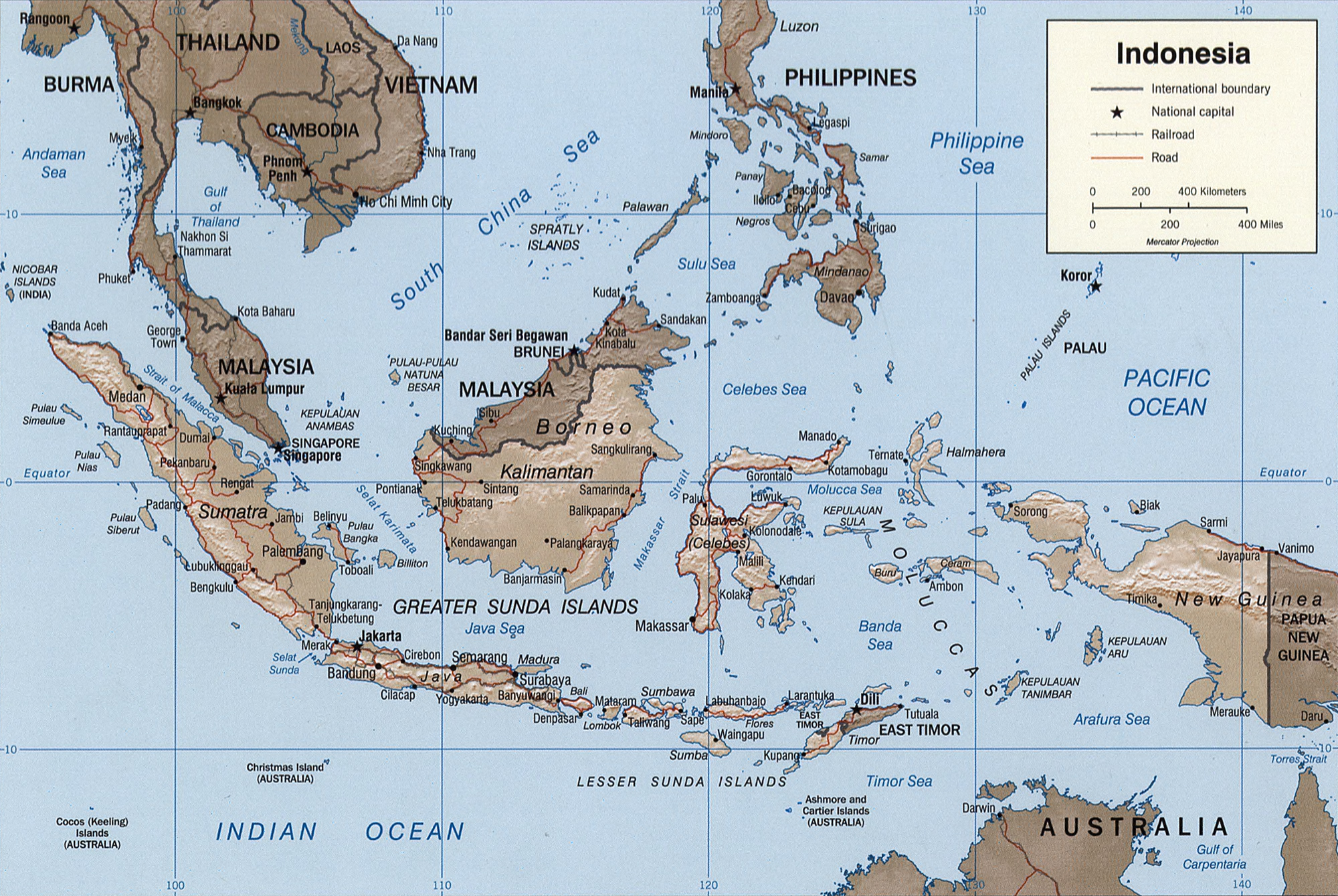
Une carte montrant l’Indonésie en y incluant la Nouvelle-Guinée occidentale.

L'Acte de Libre Choix (Penentuan Pendapat Rakyat en indonésien et Act of Free Choice en anglais), également appelé, par dérision, Acte de Non Choix, est une série de huit réunions régionales de juillet à août 1969 grâce auxquelles l'Indonésie affirme que la population de la Nouvelle-Guinée occidentale décide de renoncer à sa souveraineté au profit de la citoyenneté indonésienne. L'Acte de Libre Choix fut officiellement constitué par un vote de 1 025 hommes et femmes, choisis par l'armée indonésienne en Nouvelle-Guinée occidentale, à qui il était demandé de voter en levant la main ou en lisant des textes préparés à l'attention d'observateurs des Nations unies. La résolution 2504 (XXIV) de l'Assemblée générale des nations unies a enregistré ce vote sans vérifier s’il respectait l'accord de New-York et sans vérifier qu'il s'agissait bien d'un « acte d’autodétermination » au sens des résolutions 1514 et 1541 (XV)[réf. nécessaire].

## Contexte
L'organisation du référendum qui doit se conduire en Nouvelle-Guinée occidentale est décrite dans l’Accord de New York ; l'article 17 dit notamment : 

« L'Indonésie invitera le Secrétaire général des Nations-Unies à désigner un représentant qui [..] aura pour responsabilité de conseiller, assister et participer à l'organisation, sous la responsabilité de l'Indonésie, à l'Acte de Libre Choix.  Le Secrétaire général nommera, le moment venu, un représentant des Nations Unies afin que lui-même et ses collaborateurs puissent assumer leurs fonctions sur le territoire un an avant l'autodétermination. [...] Le représentant des Nations Unies et son personnel auront la même liberté de mouvement que celle prévue pour le personnel visé à l'article XVI »

— Article 17 de l'Accord de New York
La description se poursuit avec l'article 18 : 

« L’Indonésie, avec l’assistance et la participation du Représentant de l’ONU et de son personnel, prendra des dispositions pour donner à la population du territoire la possibilité de voter librement. Ces arrangements comprendront :
1. Une consultation (musyawarah) avec les représentants locaux concernant les procédures et méthodes à suivre pour déterminer la volonté de la population, librement exprimée.
2. Le choix de la date du vote, durant l'intervalle fixé par le présent accord.
3. Une formulation de la question qui permettra aux habitants de décider (a) s'ils souhaitent rester sous le contrôle indonésien ; ou (b) s'ils souhaitent rompre leurs liens avec l'Indonésie.
4. La participation au vote de tous les adultes, hommes et femmes, non ressortissants étrangers, conformément aux pratiques internationales, qui sont résidents au moment de la signature du présent accord, y compris les habitants partis depuis 1945 et qui sont retournés vivre sur le territoire après la fin de l'administration néerlandaise. »

— Article 18 de l'Accord de New York

## Processus
En vertu de l'article 17 de l'Accord de New York, le référendum ne devait avoir lieu qu'un an après l'arrivée du représentant de l'ONU, Fernando Ortiz-Sanz (ambassadeur de la Bolivie auprès de l'Organisation des Nations unies), le 22 août 1968. Toutefois, après que la NASA eut annoncé que le vol Apollo 11 devait atterrir sur la Lune en juillet, l'Indonésie a proposé que le référendum soit organisé six semaines plus tôt, au début de juillet 1969[réf. nécessaire].
L'accord de New York précisait que tous les hommes et toutes les femmes qui n'étaient pas des ressortissants étrangers avaient le droit de voter.  Au lieu de cela, le général Sarwo Edhi Wibowo a choisi 1 025 hommes et femmes (sur une population estimée à 800 000 habitants à l'époque) pour représenter les habitants lors de ce vote. Ces représentants ont voté publiquement, et à l'unanimité, en faveur du contrôle indonésien et contre l'indépendance. Les Nations unies ont alors pris acte des résultats via la résolution 2504 de l'Assemblée générale.  Selon Hugh Lunn, journaliste à Reuters, ces personnes choisies pour le vote auraient été forcées à voter contre l'indépendance, par des menaces contre eux et leurs familles. Des câbles diplomatiques rendus publics récemment ont montré que les diplomates américains soupçonnèrent fortement la fraude lors de ce vote ; mais ces diplomates ont considéré l'événement comme une « fatalité » et comme « marginal pour les intérêts américains ». Ortiz-Sanz a écrit dans son rapport qu'« un vote a bien été organisé, conformément à l'usage indonésien », sans toutefois préciser s'il était conforme à la pratique internationale, comme l'exigeait l'acte de libre choix.

## Demandes pour un nouveau vote
L'Acte de Libre Choix a souvent été appelé, par critique et dérision, l'Acte de Non Choix. De nombreux militants en faveur l’indépendance militent encore en faveur d’un nouveau référendum, où chaque papou aurait le droit de voter. Après la chute de Suharto en 1998, le célèbre archevêque sud-africain Desmond Tutu, ainsi que certains parlementaires américains et européens, ont demandé au secrétaire des Nations Unies, Kofi Annan, de réexaminer le rôle des Nations unies dans le vote et la validité de l'Acte de Libre Choix.  L’Organisation des Nations unies a été invitée à organiser un nouveau référendum, avec un large corps électoral, comme l'oblige l'Accord de New-York. Ceux qui appelle à un nouveau vote critiquent également la licence de 30 ans, concédée par l'Indonésie à la société Freeport-McMoRan, pour les droits miniers papous en 1967. La position officielle du gouvernement indonésien est que le fait que les Nations unies aient approuvé les résultats valide définitivement le vote[réf. nécessaire]. 
L'idée d'un nouveau référendum est soutenue par de nombreuses organisations internationales, dont notamment la campagne pour une Papouasie occidentale libre qui soutient les papous occidentaux pour accéder à l'autodétermination et à une totale indépendance par rapport à l'autorité indonésienne. 
La République fédérale de Papouasie occidentale, formée le 19 octobre 2011 lors du Troisième Congrès du peuple papou occidental, a déclaré nul et non avenu l'Acte de Libre Choix tel qu'il a été organisé par les autorités indonésiennes. 